# Carl Wood
Edwin Carlyle (Carl) Wood (1929. május 28. – 2011. szeptember 23.) ausztrál kutató.

## Élete
1952-ben orvosi és sebész alapdiplomát szerzett a Melbourne-i Egyetemen. Ezután az Egyesült Királyságban majd az USA-ban töltött el hosszabb-rövidebb időt tanulással. Az IVF (in vitro fertilizatio) úttörője. A Monash Egyetemen futott be nagy karriert. Professzora és tagja volt több jelentősebb ausztrál, európai és amerikai szervezetnek.

## Munkái
- The Infertile Couple, Roger J. Pepperell, Bryan Hudson, Carl Wood, 1980, ISBN 0443-0172-71
- Artificial Insemination by Donor, Carl Wood, Monash University, 1980, ISBN 0867-4603-0X
- In Vitro Fertilization and Embryo Transfer Alan Trounson, Carl Wood, 1984, ISBN 0443026750
- Atlas of Fine Structure of Human Sperm Penetration, Eggs, and Embryos Cultured In Vitro, by A. Henry Sathananthan (szerző), Alan Trounson (szerző), Carl Wood (szerző), November 1985, ISBN 0275-9130-82
- In Vitro Fertilization: Carl Wood, Ann Westmore, 1987, ISBN 0855-7217-74
- Prematurity, E. Carl Wood, Victor Y. H. Yu, 1987, ISBN 0443-0348-0X
- The A-Z of Pregnancy & Birth, Michael D. Humphrey, Susan Gumley, Carl Wood, 1989, ISBN 0140-1219-51
- Clinical in Vitro Fertilization, Carl Wood (szerző), Alan  Trounson (szerkesztő), 1989, ISBN 0387-1953-43
- I.V.F. In Vitro Fertilisation, Professor Carl Wood and Robyn Riley, először 1983-ban publikálva, új kiadás 1992, ISBN 0-85572-2126
- Illustrated Textbook of Gynaecology, Eric Vincent Mackay, Norman A. Beischer, Roger J. Pepperell, Carl Wood, 1992, ISBN 0729-5121-18
- Gynaecological Operative Laparoscopy: Current Status and Future Development, Carl Wood, David J. Hill, Peter J. Maher, 1994, ISBN 0702-0186-94
- Infertility: All Your Questions Answered, Gab Kovacs, Carl Wood, 1996, ISBN 0855-7226-30
- Hysterectomy Carl Wood, Published 1997, ISBN 0702-0226-24
- The Treatment of Fibroids, Carl Wood, 2000, ISBN 0855-7230-5X
- Sexual Positions: An Australian View, Carl Wood, 2001, ISBN 0855-7231-49